# 琱玉集
《琱玉集》是唐代私撰的一种類書，将散见于各种书中的逸话、故事分類、配列收集而成。
日本残有12、14两卷，被视作国宝。

## 概要
《日本国見在書目録》记作15卷。《崇文总目》《通志·芸文略》记作20卷。
编者、成书年代均不明，据西野貞治所说，应作于7世纪末至8世纪初的武周时期。:65-66
《琱玉集》在中国很快就散佚了。写于天平19年（747）的12、14卷写本藏于名古屋真福寺宝生院，被认定为国宝。二战后长期存于東京国立博物館，2015年回到名古屋。
敦煌文献S.2072为《琱玉集》残卷。
清末《古逸叢書》收录有据日本旧钞卷子本景刊《琱玉集》残2卷。在日本，古典保存会以影印本形式出版（1933）。

## 内容
12卷 聪慧 壮力 鑑識 感应
14卷 美人 醜人 肥人 瘦人 嗜酒 别味 祥瑞 怪異
S.2072 工書 善射 方術 善相 鑑識 鑑卜 占夢 高士 勤学 志節 儒行

## 脚注
1. ↑   類書類.
2. ↑  鄭樵. . 69卷・艺文略第7・類書類.
3. 1 2  西野(1957)
4. ↑  , 名古屋市, 2015-11-16

## 书目
- 柳瀬喜代志; 矢作武. . 汲古書院. 1985.